# 三氯化六脲合铁(III)
三氯化六脲合铁(III)是一种配位化合物，化学式为[Fe(CON2H4)6]Cl3。它是浅绿色固体，可由六水合氯化铁和尿素在室温下按1:6化学计量比混合并研磨得到，反应吸热。它还可以通过氯化铁的乙醇溶液和尿素反应，缓慢挥发或者加入己烷来得到。该配合物在198°C乙二醇溶液中分解，可以制得Fe3O4。